# ماسايا يوما
ماسايا يوما (باليابانية: 遊馬 将也) (مواليد 4 يونيو 1993)، هو لاعب كرة قدم ياباني سابق كان يلعب كمهاجم.

## وصلات خارجية
- ماسايا يوما على موقع رابطة كرة القدم اليابانية للمحترفين (اليابانية)
- ماسايا يوما على موقع قاعدة بيانات كرة القدم.إي يو (الإنجليزية)
- ماسايا يوما على موقع Soccerway.com (الإنجليزية)